# Кинг, Даниел
Даниел Джон Кинг (англ. Daniel John King; род. 28 августа 1963, Бекенгем) — английский шахматист, гроссмейстер (1989).

## Шахматная карьера
Чемпионаты Великобритании (1986 и 1987) — 4—5-е места.
В составе сборной Англии участник следующих соревнований:
- 1-й командный чемпионат мира среди юношей до 16 лет (1979) в Виборге. Команда Англии заняла 1-е место.
- 9-й командный чемпионат Европы (1989) в Хайфе.

Лучшие результаты в международных соревнованиях: Лондон (1982 и 1989) — 3—5-е (побочный турнир) и 2-е; Копенгаген (1983) — 2—3-е; Цуг (1983) — 3—4-е; Париж (1984) — 3—7-е; Страсбур (1985) — 1—5-е; Кечкемет (1985 и 1988) — 1-е и 3—5-е; Женева (1986) — 4—6-е; Будапешт (1986, сентябрь) — 2—5-е; Берн (1987 и 1988) — 4—6-е и 2—3-е; Дортмунд (1988) — 2—3-е; Сидней (1988) — 1—2-е; Лугано (1989) — 3—15-е места.

## Изменения рейтинга
| Графики недоступны из-за технических проблем. См. информацию на Фабрикаторе и на mediawiki.org. |